# Tōkai (Aichi)
Tōkai (東海市 Tōkai-shi?) es una ciudad que se encuentra al oeste de la Prefectura de Aichi, Japón. Se ubica exactamente al sur de Nagoya y al norte de la península de Chita.
Según datos del 2010, la ciudad tiene una población estimada de 108.034 habitantes y una densidad de 2.490 personas por km². El área total es de 43,36 km².
La ciudad fue fundada el 1 de abril de 1969, tras la fusión de los pueblos de Ueno y Yokosuka.

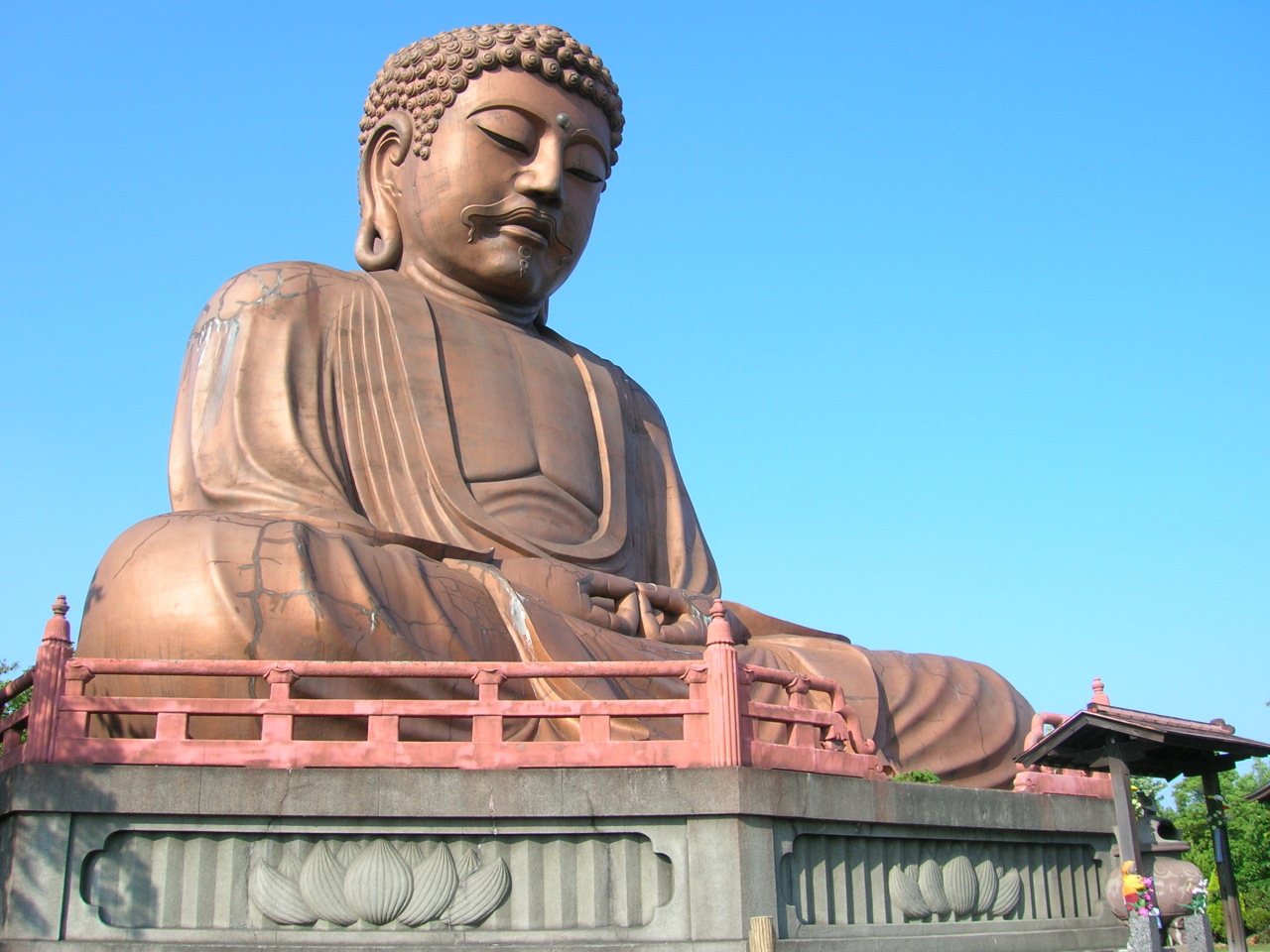
Shurakuen Daibutsu

Es sede de la Universidad Seijō.

## Ciudades hermanas
- Yonezawa, Japón
- Kamaishi, Japón
- Bursa, Turquía
- Okinawa, Japón